# Bebio Masa
Bebio Masa (en latín Baebius Massa) (Galia c. 40-45 – circa 93 ) fue un gobernador romano del siglo I de la Hispania Baetica. Pertenecía a una importante familia, los Bebios o Baebii, con numerosos cargos administrativos en Hispania.

## Biografía
De origen gálico, sin que se pueda precisar de qué zona concreta de este territorio, fue un miembro del orden ecuestre que ejerció como procurador en África en el año 70 y fue promovido a senador por Vespasiano por su contribución en la supresión de una revuelta. Su aprobación por el régimen Flavio continuó hasta tiempos de Domiciano ; "odioso para cualquier hombre bueno, el cual sería una recurrente causa de calamidades que pronto acaecerían" según cuenta Tácito, pues fue uno de los temidos delatores que propiciaron tantos juicios. 
En 91 fue enviado a Hispania como gobernador de la provincia proconsular de la Bética, y dos años después, por su actuación despótica y opresiva sobre los provinciales, fue acusado ante el emperador, por sus extorsiones y chantajes; estas acusaciones provocaron su destitución y juicio, en el que actuaron como defensores de la Bética Plinio el Joven, a quien se debe parte de la información del suceso, y el senador bético Herenio Senecio. Sherwin White conjetura que el cargo sería una forma agravada de extorsión (cum saevitia) pues había una inquisitio federal. El juicio tuvo lugar el año 93, pues Tácito afirma que en el mes de agosto de ese año, el de la muerte de su suegro, el general y senador Agrícola, fue condenado el mismo año de la muerte de Agrícola, en 93; pero parece que escapó del castigo gracias al favor de Domiciano; y a partir de entonces se convirtió en uno de los informantes y gran favorito del tirano. 